# Чиндат (приток Чулыма)
Чиндат — река в Томской области России, левый приток Чулыма. Устье реки находится в 6 км от устья по левому берегу протоки Стельмаковская старица, впадающей в Чулым в 753 км от устья. Протяжённость реки 126 км, площадь бассейна — 1360 км².

## Притоки
- 31 км: Гай (лв)
- 34 км: Чул (лв)
- Моргулина (лв)
- Соболевка (лв)
- 60 км: Пологий (лв)
- 70 км: Длинная (лв)
- 73 км: Кильдет (пр)
- 94 км: Медвежий (лв)

## Данные водного реестра
По данным государственного водного реестра России относится к Верхнеобскому бассейновому округу, водохозяйственный участок реки — Чулым от г. Ачинск до водомерного поста села Зырянское, речной подбассейн реки — Чулым. Речной бассейн реки — (Верхняя) Обь до впадения Иртыша.
Код водного объекта — 13010400212115200017661.